# Harry Hopkins

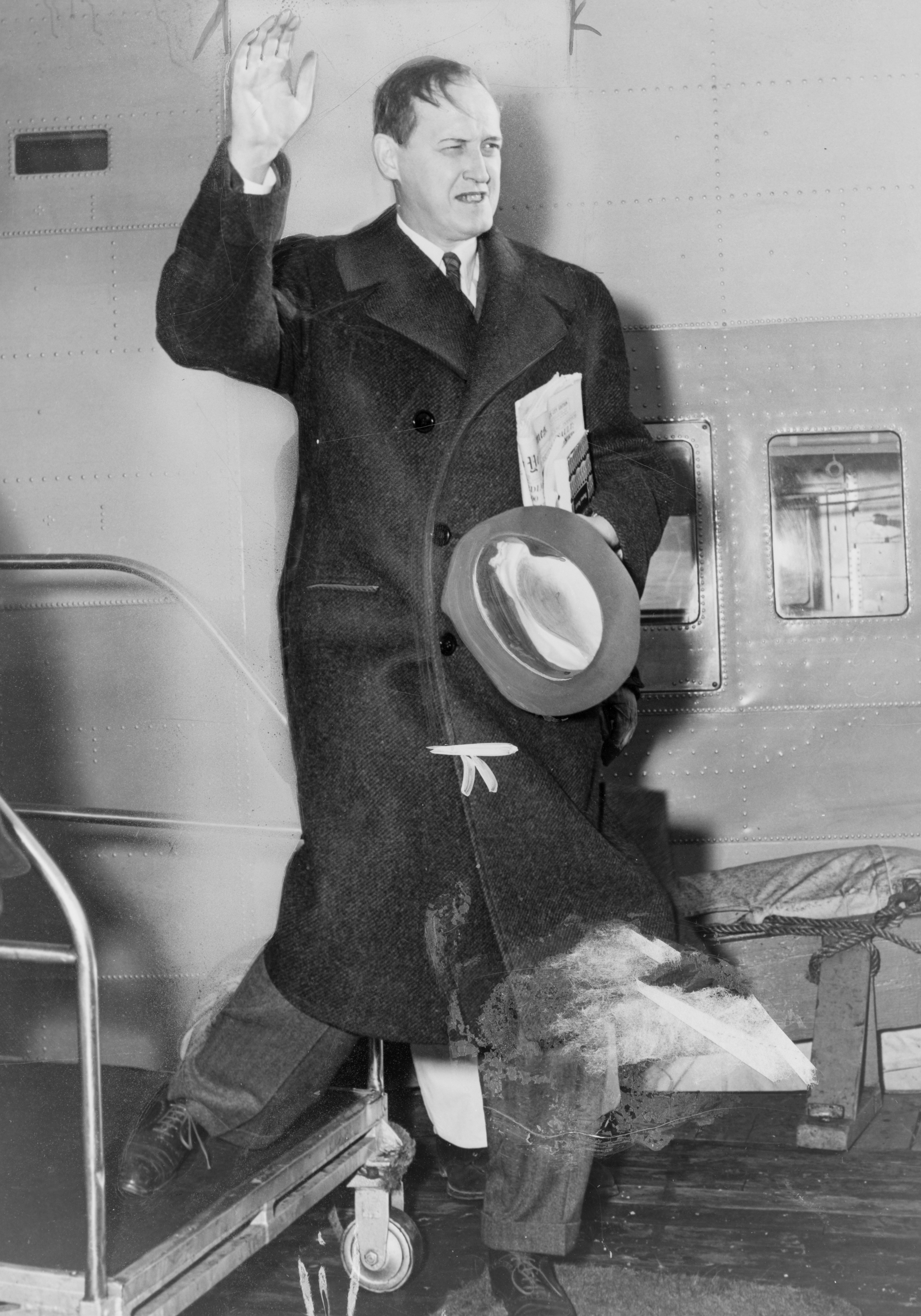
Harry Lloyd Hopkins im Januar 1941

Harry Lloyd Hopkins (* 17. August 1890 in Sioux City, Iowa; † 29. Januar 1946 in New York, New York) war einer der wichtigsten Ratgeber des US-amerikanischen Präsidenten Franklin D. Roosevelt.
Sein Name ist besonders verknüpft mit dem New Deal ab 1933, dem Leih- und Pachtgesetz und der Unterstützung Roosevelts bei den großen Kriegskonferenzen im Zweiten Weltkrieg.

## Wohlfahrtsmanager und Wirtschaftsminister
Hopkins war das vierte Kind seiner Eltern. Er besuchte das Grinell College in Iowa mit mittelmäßigen Leistungen und sein Lieblingslehrer war Jesse Macy, der vermutlich das Interesse für Sozialthemen und Politik weckte. Danach arbeitete er im Cristodora House in New York. 1913 heiratete er die Sozialarbeiterin Ethel Gross. 1915 ernannte ihn der New Yorker Bürgermeister John Purroy Mitchel zum Leiter des Bureau of Christian Welfare. 1916 arbeitete er in New Orleans für das Rote Kreuz, 1921 dann in Atlanta als Leiter der Southern Division der Organisation, die neun Bundesstaaten umfasste. 1924 kam er wieder nach New York und wurde Generaldirektor der New York Tuberculosis Association. 1923 wurde er Vorsitzender der American Association of Social Workers (AASW) an deren Gründung er mitgewirkt hatte und die zu einer Professionalisierung der Sozialarbeit führen sollte. Zu dieser Zeit war er einer der bekanntesten Wohlfahrtsmanager in Amerika.

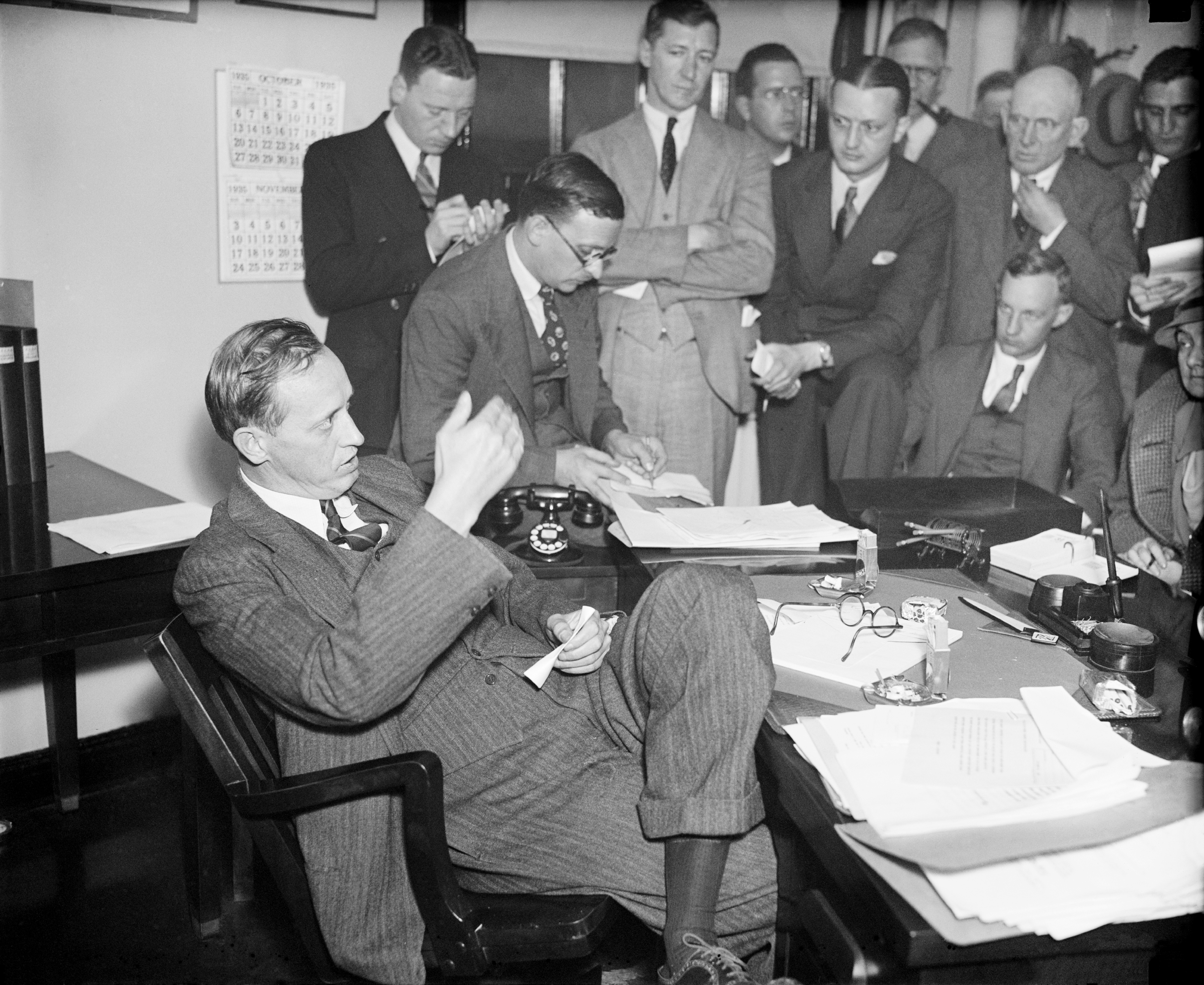
Pressekonferenz als WPA-Direktor, 1935

Unter dem damaligen Gouverneur des Staates New York, Franklin D. Roosevelt, wurde er 1931 zum Chef der ersten steuerfinanzierten Hilfsorganisation für arbeitslose Bedürftige in einem US-Bundesstaat, der TERA New York (Temporary Emergency Relief Administration).
Nach der Wahl von Roosevelt zum Präsidenten im Jahr 1933 regten Hopkins und William Hodson die Gründung der Federal Emergency Relief Agency an. Hopkins wurde im Mai ihr Leiter. Nach den Midtermwahlen 1935 griff Roosevelt einen Vorschlag Hopkins zur Gründung der Works Progress Administration im Rahmen des Zweiten New Deal auf. Geleitet wurde sie von Hopkins als Direktor bis 1938 und lag im Zuständigkeitsbereich von Innenminister Ickes. Sie entwickelte sich zum größten Arbeitsbeschaffungsprogramm der Vereinigten Staaten, das zwischen 1935 und 1941 insgesamt 8 Millionen Menschen beschäftigte, ab August 1935 im Monatsdurchschnitt über zwei Millionen. Rechnet man deren Angehörige hinzu, dann profitierten 25 bis 30 Millionen Menschen von den Löhnen aus öffentlicher Arbeit. Sie errichtete 122.000 öffentliche Gebäude, baute 664.000 Meilen neuer Straßen, 77.000 Brücken und 285 Flugplätze.
Nach dem Tod von Louis McHenry Howe 1936 wurde Hopkins der engste Vertraute Roosevelts, der inzwischen Präsident geworden war.

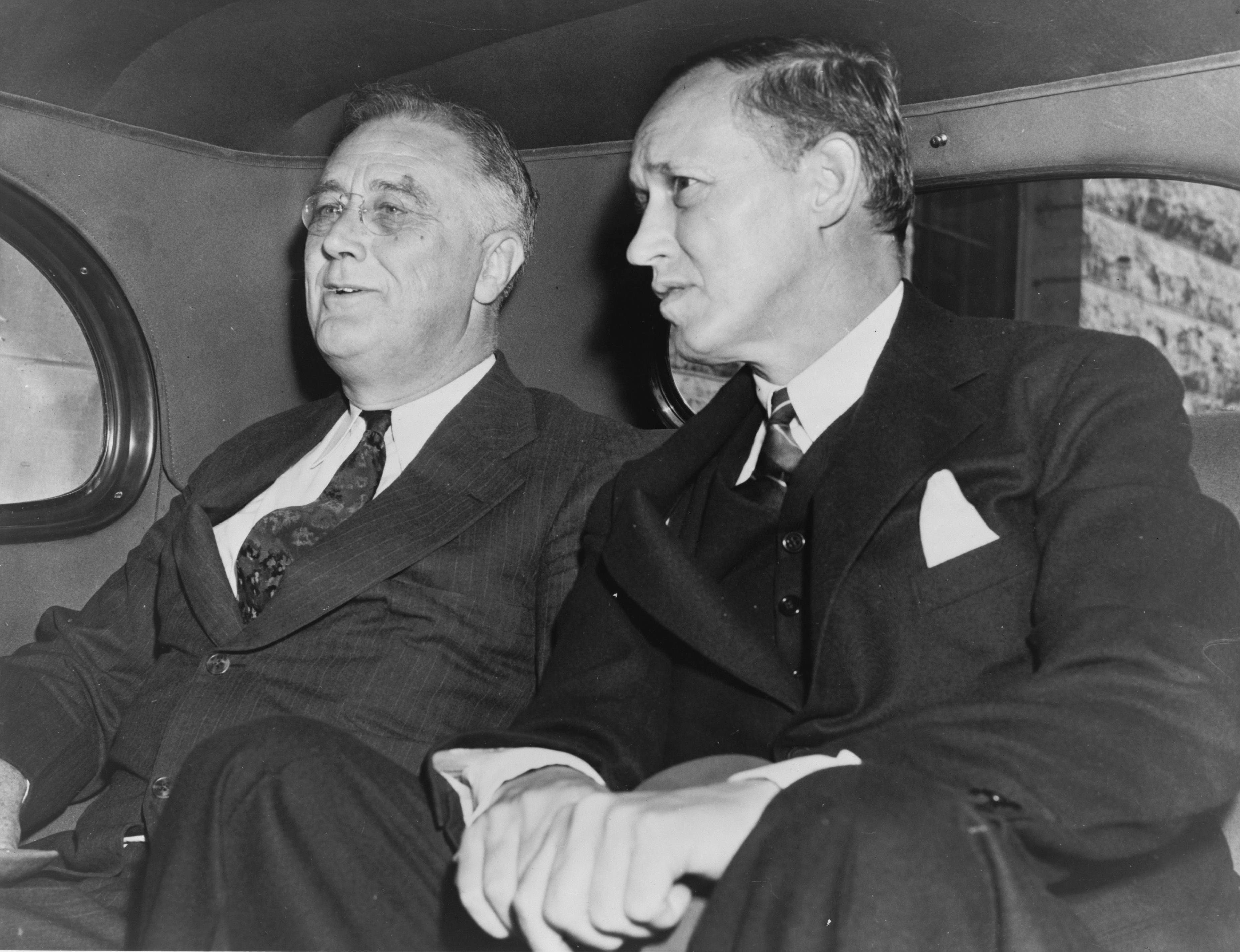
Roosevelt und Hopkins, Rochester 1938

Ende 1937 wurde er wegen Magenkrebs operiert und er litt in der Folge an gesundheitlichen Einschränkungen. Durchfall und Erbrechen schwächten ihn von da an periodenweise. Die Ursache wurde später in einer Glutenunverträglichkeit und Leberzirrhose, verursacht durch Hepatitis B bei einer Bluttransfusion und verstärkt durch Hopkins Alkoholkonsum, vermutet.
Als er 1938 begann sich als Präsidentschaftskandidaten in die Diskussion zu bringen, wurde er zunehmend weniger als erfolgreicher idealistischer Bürokrat wahrgenommen, sondern die Rivalen aus dem Lager der Demokraten und Republikaner kratzten an seinem Image. Dieses wurde zusätzlich dadurch beschädigt, dass er sich als Beamter einer Regierungsbehörde abfällig zu Senator Guy Gilette geäußert hatte, was den Anlass für den ein Jahr später eingeführten Hatch Act gab.
Ende 1938 ernannte Roosevelt ihn zum Handelsminister und er gab seine Leitung in der WPA auf. Im Herbst 1938 sandte Roosevelt Hopkins zusammen mit dem damaligen Vizestabschef General Marshall auf eine geheime Inspektionsreise der Flugzeugindustrie, um die Möglichkeiten einer Ausweitung der Produktion und Belieferung von Frankreich und dem Vereinigten Königreich zu untersuchen und Hopkins befasste sich zunehmend mit Rüstungsthemen. Wegen seines schlechten Gesundheitszustandes musste Staatssekretär Edward Noble Ende 1939 bis Frühling 1940 das Ministerium leiten, während Hopkins versuchte sich zu regenerieren und sich wegen des deutschen Überfalls auf Polen mit Rüstungsplanungen befasste. Als Hopkins 1940 offiziell aus gesundheitlichen Gründen zurücktrat, bat Roosevelt ihn mit seiner Tochter Diana am 10. Mai 1940 ins Weiße Haus einzuziehen. Eleanor Roosevelt kümmerte sich um Diana, deren Mutter gestorben war und Hopkins wurde der engste Vertraute Roosevelts während des Zweiten Weltkrieges und lebte dreieinhalb Jahre im Weißen Haus.

## Zweiter Weltkrieg
Harry Hopkins, der Richter Samuel Rosenman und der Schriftsteller Robert Sherwood betätigten sich als Ghostwriter für den Präsidenten. Sherwood schrieb später eine Biografie über Hopkins, die den Pulitzerpreis erhielt. Er gab an, dass sie an allen wichtigen Reden des Präsidenten zusammen gearbeitet hätten, soweit sie verfügbar waren.

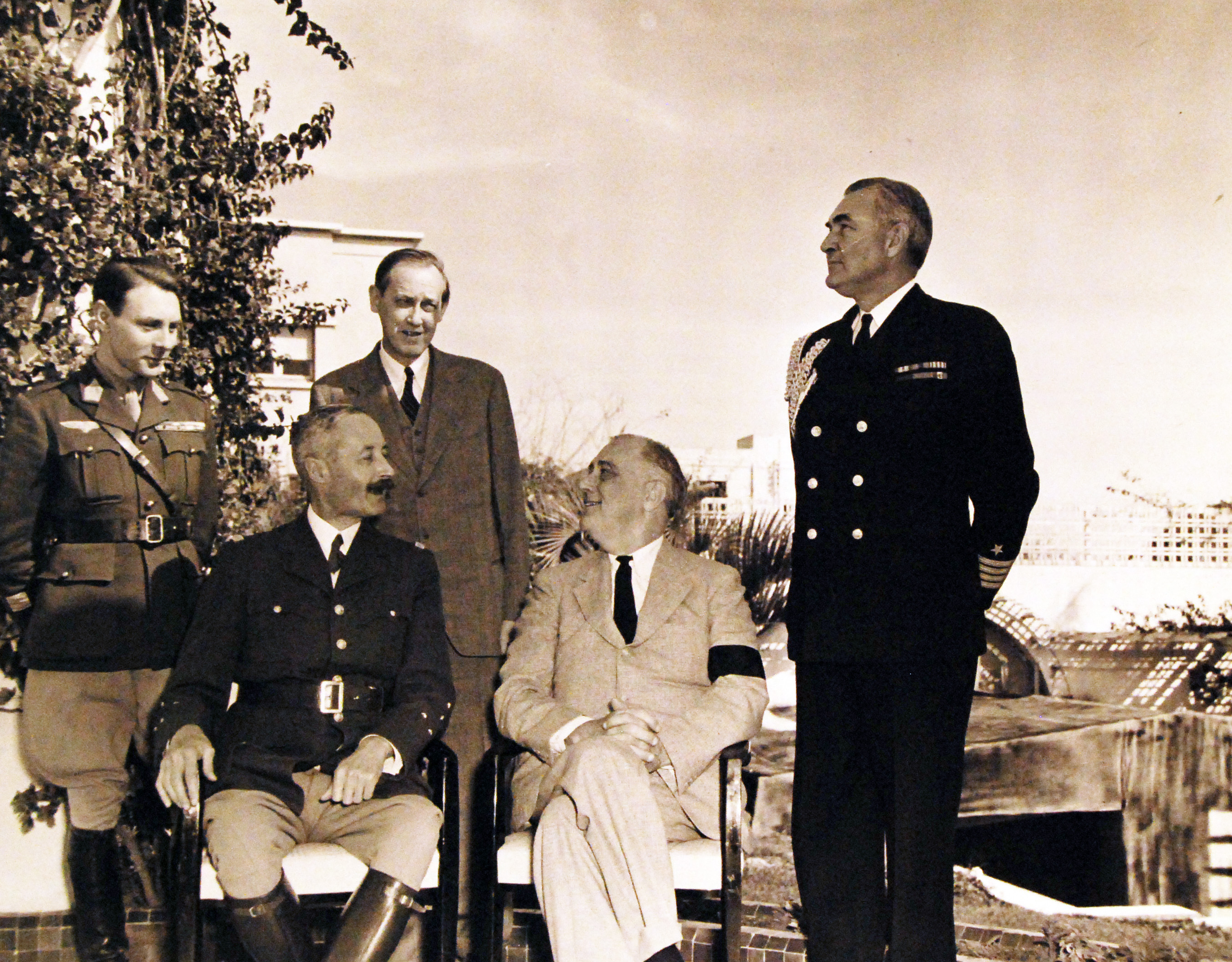
Hopkins hinter Roosevelt und General Giraud, Casablanca-Konferenz, 1943

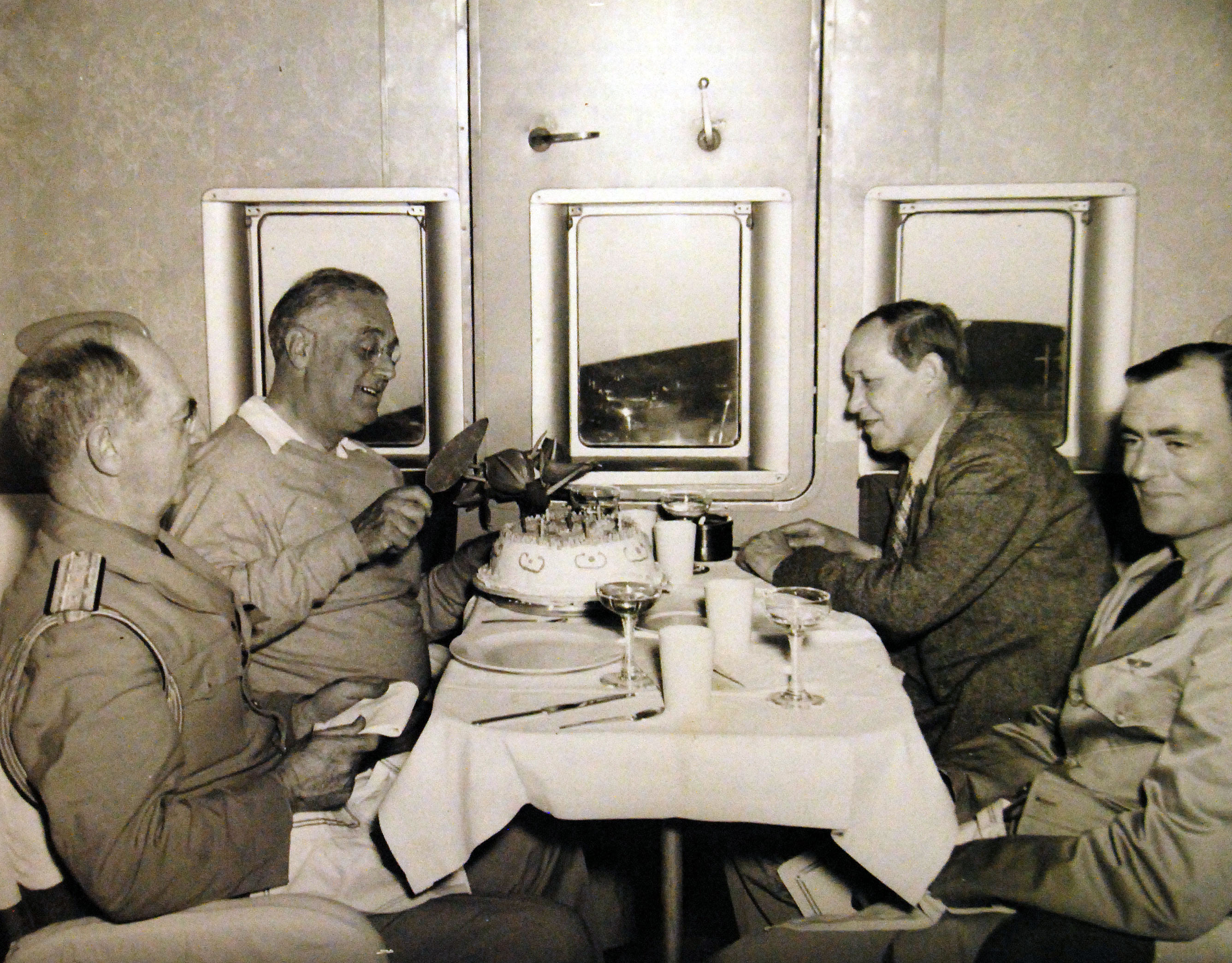
Roosevelts 61. Geburtstag; gegenüber Hopkins

Zu Jahresbeginn 1941 reiste Hopkins als Sonderbeauftragter Roosevelts nach London, um während der Schlacht um England herauszufinden, inwieweit hinter Churchills harter Rhetorik auch ein Durchhaltewille steckte. Hopkins verstand sich sehr gut mit Churchill und versprach sich für umfangreiche Hilfe an das Vereinigte Königreich einzusetzen. Die persönliche Beziehung von Hopkins beförderte auch die Annäherung zwischen Churchill und Roosevelt.
Hopkins hatte erheblichen Anteil am Abschluss des Leih- und Pachtgesetzes, durch das die USA ihre Verbündeten mit kriegswichtigen Lieferungen unterstützten. Er wurde zum Leiter des Programms mit weitreichenden Vollmachten. Als er im Juli 1941 nach dem deutschen Überfall auf die Sowjetunion zur Vorbereitung der Atlantikkonferenz zwischen Roosevelt und Churchill in London war, wurde er auf seine Anregung hin als Sonderbeauftragter nach Moskau gesandt. Bei den Gesprächen mit Stalin erhielt er einen Eindruck über die Entschlossenheit der sowjetischen Kriegführung und deren Materialbedarf. Seine Berichte führten zu einem positiveren Bild Stalins und der Sowjetunion und in Meinungsumfragen sprachen sich die Amerikaner nun mehrheitlich für eine Unterstützung der Sowjetunion aus, so dass Churchill und Roosevelt umfangreiche Hilfsaktionen planen konnten. Der Moskauer Besuch war von grundlegender Bedeutung, weil er die materielle Versorgung der Sowjetunion forcierte und jenseits der formalen diplomatischen Kanäle eine direkte persönliche Verbindung zwischen Stalin und Roosevelt herstellte. Hopkins legte laut Kershaw das Fundament für die spätere große Allianz zwischen der Sowjetunion, Großbritannien und den USA. Er regte die erste Moskauer Konferenz an und die Abgesandten Harriman und Beaverbrook konnten am 1. Oktober erste Lieferabkommen mit der Sowjetunion unterzeichnen. Auch bei den Konferenzen nach dem Kriegseintritt der USA Ende 1941 nahm Hopkins eine wichtige Rolle ein. 
Harry S. Truman sandte den todkranken Hopkins im Mai 1945 nach Moskau, um das amerikanische Interesse an einer Zusammenarbeit mit Stalin zu signalisieren und anstehende Probleme der Nachkriegsordnung zu besprechen. In der polnischen Frage konnte er nur das kleine Zugeständnis erreichen, dass einige Polen, die nicht zum Lubliner Komitee gehörten, in die provisorische Regierung aufgenommen würden. Stalin benannte Marschall Schukow zum Vertreter im Alliierten Kontrollrat für Deutschland, der dadurch arbeitsfähig wurde. Die Sowjetunion würde zu den Zusagen in Yalta stehen, China sollte unter Chiang Kai-shek und nicht den Kommunistischen Führern geeint werden, für Korea eine Treuhänderschaft erfolgen und einem Treffen der Großen Drei hätte er bereits zugestimmt. In der Frage des Vetorechts im Sicherheitsrat revidierte er die Aussage von Außenminister Molotow, so dass das Vetorecht nur für Entscheidungen nicht aber die Ansetzung von Tagesordnungspunkten gelten sollte.
Harry Hopkins war dreimal verheiratet. Ethel Gross heiratete er 1913 (Scheidung 1930) und hatte die drei Kinder David, Robert und Stephen mit ihr. 1931 heiratete er Barbara Duncan, die ihm die Tochter Diana gebar und 1937 an Krebs starb. 1942 heiratete er Louise Gill Macy. Er starb ein Jahr nach Ende des Krieges an Magenkrebs.

## Bewertungen
Einige hielten Hopkins nur für Roosevelts Gesandten und Problemlöser. Hopkins selbst nannte sich einen simplen „Katalysator“, der den drei Prima Donnen Roosevelt, Churchill und Stalin half, eine Allianz zu schmieden und aufrechtzuerhalten. Churchill neckte ihn wegen seiner Fähigkeit zum Kern von Problemen vorzudringen als „Lord Root of the Problem“. Der immer nüchtern formulierende George Marshall meinte, Amerika würde nie annähernd erfassen, was Hopkins im Krieg geleistet habe und wie er sich aufgeopfert habe. Von seinen Gegnern wurde Hopkins als eine Mischung aus Machiavelli, Svengali und Rasputin verunglimpft.

## Auszeichnungen
- Distinguished Service Medal (1945)[20]

## Publikation
- Spending to Save: The Complete Story of Relief. W.W.Norton, New York 1936